# Jabeque

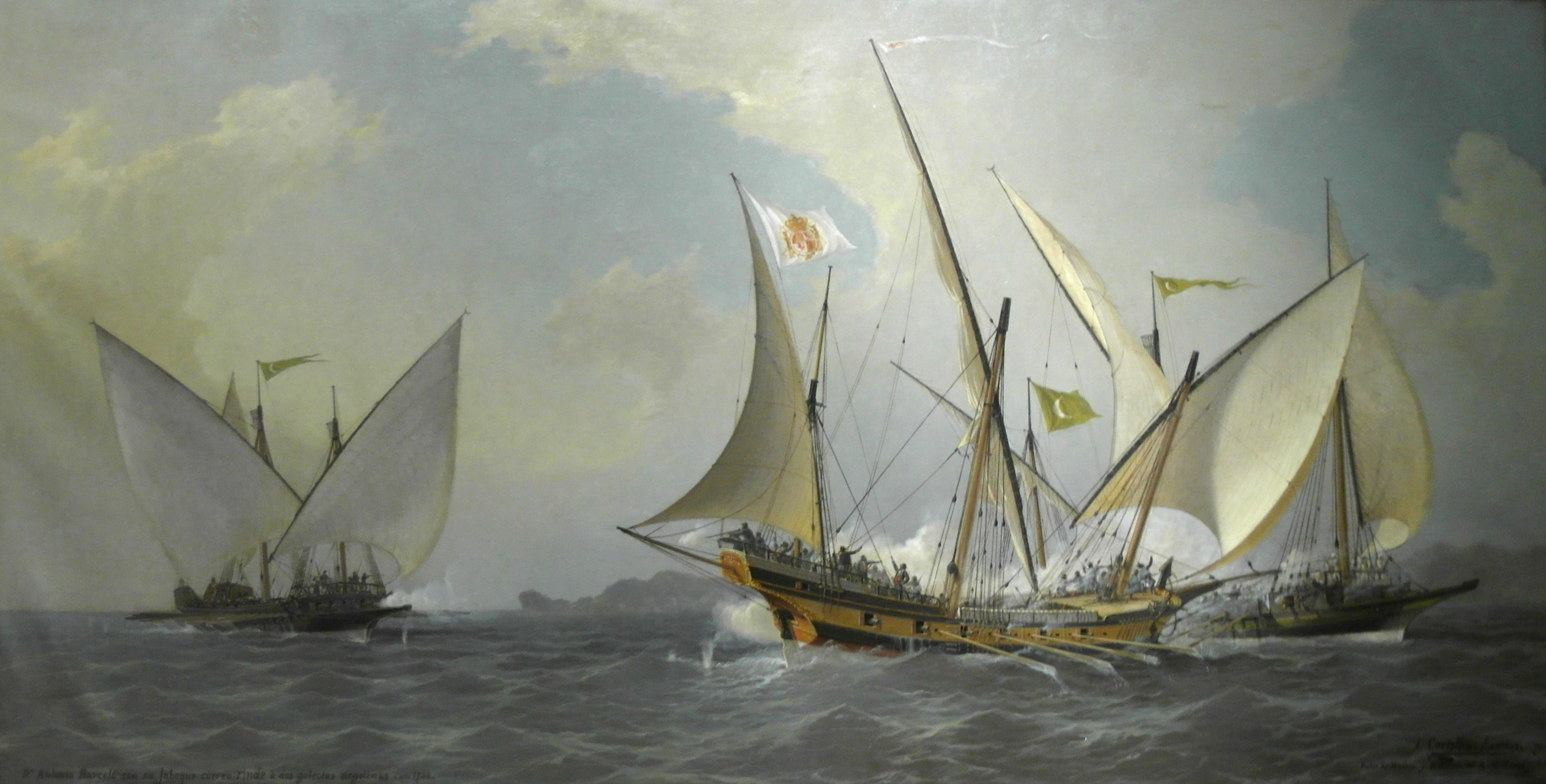
Antonio Barceló, con su jabeque correo, rechaza a dos galeotas argelinas (1738).
Óleo sobre lienzo (160 x 311 cm) pintado en 1902 por Ángel Cortellini y Sánchez (1858-1912). Museo Naval de Madrid.

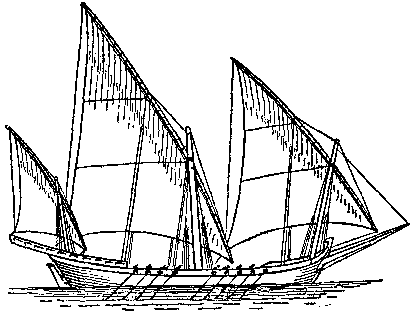
Jabeque.

Plan vélico de un jabeque-polacra.

El jabeque (del árabe hispánico šabbák) es una embarcación de vela triangular, con la que también se podía navegar a remo. Surgió en el siglo XV, probablemente como barco de pesca, y fue adoptado por los corsarios argelinos y tunecinos de Berbería en sus incursiones contra las costas y la navegación cristianas en el Mediterráneo e incluso contra las costas de las islas británicas.

## Jabeque argelino
Al principio, el jabeque berberisco era propulsado por velas y remos; la vela era el sistema preferido de propulsión, mientras que los remos solamente se empleaban para maniobras complejas.
A finales del siglo XVII, los corsarios magrebíes modificaron la estructura del jabeque suprimiendo los remos, lo que dio lugar a un buque de casco alargado, muy marinero y de poco calado, con tres mástiles que llevaban como aparejo velas triangulares. Lo más característico de este tipo de barco era la inclinación hacia delante del palo de trinquete.
Su velocidad, unida a la artillería que empezaron a montar en el siglo XVII, los hacían temibles. La artillería solía ser de unos veinte cañones en una batería descubierta sobre la cubierta. Durante los siglos XVI, XVII y XVIII, los corsarios argelinos y tunecinos realizaban frecuentes incursiones contra las costas del Mediterráneo, sembrando el terror entre las poblaciones costeras. Asimismo, a lo largo de la primera mitad del siglo XVII, capturaron alrededor de 500 barcos en las costas de las islas británicas (entre 1609 y 1616 fueron capturados 466, además de 27 naves capturadas cerca de Plymouth en 1625), y llegaron incluso a atacar pueblos de Devon y Cornualles. En 1631, en un episodio conocido como el saqueo de Baltimore, ciento siete habitantes de Baltimore, en el sur de Irlanda, fueron capturados y llevados como esclavos. En la segunda mitad del siglo, entre 1677 y 1680, fueron capturadas ciento sesenta naves británicas y entre siete y nueve mil personas, llevadas como esclavos.

## Jabeque español
Construido en Cartagena (1750), un buen ejemplo de jabeque español sería el Gitano. Aunque ya habían sido usados por José Fulgencio Martínez, fue Antonio Barceló quien ordenó la clasificación de los jabeques. Estos se distinguían entre:
- Grandes, de 680 toneladas, y armamento de 38 cañones.

- Medianos, de 420 toneladas, y un armamento similar, para operaciones especiales. De este tipo se construyeron cuatro (San Fulgencio, Murciano, San Raimundo y San Leandro).

- Pequeños, de unas 275 toneladas y 20 cañones, destinados a guardacostas y vigilancia costera.

## Jabeque-polacra
Además del jabeque clásico, los españoles y franceses modifican la estructura de este y crean, a mediados del siglo XVIII, la llamada polacra-jabeque. La diferencia fundamental con el jabeque era el aparejo. En lugar de las velas triangulares portaban velas cuadradas en los palos mayor y trinquete. Estaban dotados de una batería de artillería que oscilaba entre 16 y 24 cañones.